# Selaru
Selaru é uma ilha da Indonésia que integra o arquipélago das ilhas Tanimbar, nas Molucas Sudeste. Fica a sul de Yamdena.